# 竹岸食肉専門学校
竹岸食肉専門学校（たけぎししょくにくせんもんがっこう、Takegishi Meat Packaging Technological College）とは、茨城県土浦市に位置する食肉の従事者を養成する日本の私立専修学校。

## 概要

### 設置学科・コース
- 食肉科
  - 　本科（1か年専門課程）
  - 　別科（6か月）

## 沿革
- 1964年4月 - 竹岸高等食肉技術学校を設立。初代学校長に竹岸政則（プリマハム株式会社取締役社長）が就任。
- 1974年11月 - 竹岸政則の死去により、2代学校長に安達豊治（プリマハム株式会社取締役社長）就任。
- 1975年4月 - 学校法人竹岸学園として正式認可。3代学校長に大熊信行が就任。
- 1977年4月 - 文部省より専修学校の課程設置認可。校名を「竹岸食肉専門学校」と改称。
- 1979年11月 - 第1回青雲ミート会アメリカ西部研修旅行実施。
- 1990年3月 -　牛肉・豚肉・開発商品の製造・販売実習である 『ミート・ザ・ミート・フェア』を開催（以後毎期実施）。
- 1992年7月 - 創立25周年記念コンベンション『食肉新時代』を開催（後援: 農林水産省、文部省、アメリカ大使館、オーストラリア大使館）。
- 1993年3月 - ソーセージ製造実習を実施（以後毎期実施）。卒業生数5,000名を突破。
- 1998年3月 - 卒業生数5,500名を突破。
- 2000年4月 - 男女共学化する。